# Walter Schimana
Walter Schimana (ur. 12 marca 1898 w Troppau, zm. 12 września 1948 w Salzburgu) – niemiecki funkcjonariusz organów bezpieczeństwa, policjant i wojskowy, SS-Gruppenführer, generał porucznik policji, generał porucznik Waffen-SS, Dowódca SS i Policji w Saratowie i na Białorusi, Wyższy Dowódca SS i Policji w Grecji i Austrii, dowódca 14 Dywizji Grenadierów SS, twórca Batalionów Bezpieczeństwa, zbrodniarz wojenny. Uczestnik II wojny światowej.

## Biografia
Członek NSDAP od 1926 roku. Po przejęciu władzy w Niemczech przez NSDAP rozpoczął w 1934 roku karierę w Schutzpolizei, od stopnia kapitana.
W czasie II wojny światowej był Dowódcą SS i Policji (niem. SSPF) w Saratowie, następnie od 21 lipca 1942 roku Dowódcą SS i Policji na Białorusi z siedzibą w Mińsku. Od 20 kwietnia 1943 roku był równolegle formalnie dowódcą organizowanej 14 Dywizji Grenadierów SS. 18 października 1943 roku został mianowany Wyższym Dowódcą SS i Policji (niem. HSSPF) w okupowanej Grecji. Funkcję tę objął po Jürgenie Stroopie i sprawował do wycofania się Niemców z Grecji we wrześniu-październiku 1944 roku. Jest odpowiedzialny za Holocaust Żydów greckich i zbrodnie wobec greckiej ludności cywilnej i partyzantki, w tym za organizację i działalność Batalionów Bezpieczeństwa.
Po opuszczeniu Grecji mianowany Wyższym Dowódcą SS i Policji regionu dunajskiego z siedzibą w Wiedniu. Funkcję tę sprawował do końca wojny.
Aresztowany przez aliantów, popełnił samobójstwo w areszcie przed procesem.
Odznaczony Krzyżem Żelaznym I i II klasy.